# 칼리파 쿨리발리
칼리파 쿨리발리(프랑스어: Kalifa Coulibaly, 1991년 8월 21일 ~ )는 말리의 축구 선수로, 리그 2의 퀘빌루앙와 말리 축구 국가대표팀에서 공격수로 활약하고 있다.

## 구단 경력
바마코에서 태어난 쿨리발리는 레알 바마코, 파리 생제르맹 B, 스포르팅 샤를루아에서 클럽 축구를 하다가 2015년 6월에 헨트와 4년 계약을 맺었다.
2017년 8월 18일 FC 낭트는 쿨리발리와 5년 계약을 맺었다고 발표했다.
2022년 8월 29일, 쿨리발리는 세르비아의 FK 츠르베나 즈베즈다와 시즌이 끝날 때까지 연장할 수 있는 옵션과 함께 계약을 맺었다.

## 국가대표팀 경력
쿨리발리는 2013년 말리 국가대표팀으로 국제무대에 데뷔했다.  그는 2017년 아프리카 네이션스컵에서 선수단의 일원이었다.
2019년 아프리카 네이션스컵에 다시 출전했지만, 8강에서 코트디부아르에 밀려 탈락했다.

## 수상

### 구단
낭트
- 쿠프 드 프랑스 : 우승 (2021-22)[7]